# Добростански бисер
Добростански бисер е пропастна пещера в Родопите, резерват Червената стена. Известна е също и като Ахметьова дупка и Протклетата. Намира се на 5 км от село Добростан и на 20 минути пешеходно разстояние от хижа Марциганица.
Голяма част от пещерата заета предимно от сталагмити и сталактони (дебели колони). Някои имат зеленикава покривка от водорасли и мъхове. Има струпване на големи гравитационни блокове в центъра на югозападната част на залата. Дълбочината на входния отвес е 15 метра. В пещерата живеят и малка колония прилепи.
За пръв път пещерата е проучвана през 1963 година и е отворена за туристически посещения през 1990 година. Впоследствие обаче е затворена и крадци отмъкват образувалите се пещерни бисери и унищожават пещерните езерца.
Пещерата отново е облагородена и отворена за посетители през 2018 година, като посещенията са в петък, събота и неделя.
В близост до пещерата се намира и живописния връх Попа – 1414 метра, до който също има пътека.